# Blek kraterlav
Blek kraterlav (Gyalecta flotowii) är en lavart som beskrevs av Körb. Blek kraterlav ingår i släktet Gyalecta och familjen Gyalectaceae.  Arten är reproducerande i Sverige. Inga underarter finns listade i Catalogue of Life.